# Халіфа бін Заїд Аль Нагаян
Шейх Халіфа ібн Зайд Аль Нагаян (араб. خليفة بن زايد بن سلطان النهيان, англ. Khalifa bin Zayed Al Nahyan; нар. 25 січня 1948, Аль-Айн — 13 травня 2022) — президент Об'єднаних Арабських Еміратів (з 3 листопада 2004), емір Абу-Дабі. Один з найбагатших людей світу за даними журналу Forbes.

## Біографія
Старший син колишнього президента шейха Зайда аль Нагаяна.
У лютому 1967 року Халіфа був призначений наслідним принцом емірату Абу-Дабі. До обрання президентом ОАЕ шейх Халіфа правив найбільшим еміратом — Абу-Дабі, де знаходиться 80 % запасів всієї нафти ОАЕ. Він же очолював і Вищу раду ОАЕ у справах нафти. Очолює «Фонд розвитку Абу-Дабі» (ADFD) і суверенний фонд Абу-Дабі ADIA.
У 1971 році після утворення ОАЕ, шейх Халіфа став прем'єр-міністром Абу-Дабі, міністром оборони Абу-Дабі і міністром фінансів Абу-Дабі. 23 грудня 1973 він став другим заступником прем'єр-міністра Об'єднаних Арабських Еміратів, а 20 січня 1974 головою Виконавчої ради Абу-Дабі.
У травні 1976 року він став заступником командувача Збройними силами ОАЕ. З 1980 року очолює Верховну раду з нафтової промисловості. Він був керівником екологічних досліджень і сприяв розвитку агентства дикої природи, ERWDA.
Шейх Халіфа має популярність серед військових. У нього репутація людини стриманої, шанувальника поезії. Як і батько, шейх Халіфа любить соколине полювання і риболовлю. Шейх Халіфа відомий своїм інтересами в традиційних спортивних змаганнях ОАЕ, здебільшого його цікавлять коні і верблюжі перегони.

## Правління
3 листопада 2004 після смерті батька став другим президентом Об'єднаних Арабських еміратів. Політику його правління оцінюють як прозахідну, орієнтовану на впровадження реформ.
У квітні 2005 року він підписав указ про підвищення заробітної плати на 100 % для всіх працівників держави.
Найвища будівля у світі, що на етапі будівництва носила назву «Бурдж Дубай», у день відкриття 4 січня 2010 року отримала назву на честь президента ОАЕ «Бурдж Халіфа». Такий «подарунок» зробили президенту ОАЕ за 3 тижні до його 62-річчя.
У 2011 році він відправив підрозділи ВПС і ВМС ОАЕ для підтримки дій міжнародної коаліції проти Муаммара Каддафі.

## Сім'я
У шейха Халіфи два сини: Мухаммед Аль Нагаян і Султан Аль Нагаян.